# Wilhelm Krummel
Johann Heinrich Christian Wilhelm Krummel (* 23. Juni 1833 in Bergheim; † 18. Januar 1907 ebenda) war ein deutscher Gutsbesitzer und Politiker.
Krummel war der Sohn des Landwirts Wilhelm Krummel (1809–1891) und dessen Ehefrau Christiane, geborene Schildwächter (1808–1844). Er heiratete am 11. Februar 1866 in Bergheim Johanna Wilhelmine Caroline Mette (1838–1896). Krummel war Gutsbesitzer in Bergheim, wo er auch von 1879 bis 1906 Bürgermeister war. Von 1890 bis 1893 war er Abgeordneter im Landtag des Fürstentums Waldeck-Pyrmont. Er wurde im Wahlkreis Kreis der Eder gewählt.